# Murray Stewart
Murray Stewart (2 luglio 1986) è un canoista australiano.
Ha vinto la medaglia d'oro olimpica nella canoa alle Olimpiadi 2012 di Londra, in particolare nella gara di K4 1000 metri maschile.
Ha vinto una medaglia d'argento ai campionati mondiali del 2011 e una di bronzo ai mondiali del 2013, in entrambi i casi nel K4 1000 metri.

## Palmarès
- Olimpiadi

Londra 2012: oro nel K4 1000 m.
- Mondiali

Seghedino 2011: argento nel K4 1000m.
Duisburg 2013: bronzo nel K4 1000m.
Račice 2017: oro nel K4 1000m.